# Aéroport de Flin Flon
L'aéroport de Flin Flon est un aéroport situé dans la municipalité rurale de Kelsey à 15 km au sud-est de Flin Flon au Manitoba au Canada.

## Lignes aériennes et destinations
| Ligne aérienne | Destinations     |
| -------------- | ---------------- |
| Calm Air       | Le Pas, Winnipeg |